# Moord op Magere Josje
De moord op Magere Josje is een prostitutiemoord uit 1957. De sekswerker Johanna Machelina Scheide-Oudes bekend als Magere Josje werd op 11 augustus 1957 dood aangetroffen in haar peeskamertje op de Wallen in Amsterdam. Appie Baantjer, die toentertijd nog deel uitmaakte van de moordbrigade, leidde de zaak, maar slaagde er niet in om de zaak op te lossen.

## Verdachte
In de ochtend van 11 augustus 1957, om een uur of acht, meldde zich een man genaamd Joop S. (Joop Scheide) bij het politiebureau aan de Warmoesstraat in Amsterdam. De man zei zijn vrouw bewusteloos te hebben aangetroffen in haar kamer op de Wallen. Daarbij zei hij blauwe plekken en striemen in haar nek te hebben waargenomen. De striemen bleken  bij lijkschouwing te duiden op wurgmoord. Scheide-Oudes werd levenloos en zonder kleding aangetroffen op haar bed, ook was de kamer aan de Oudezijds Voorburgwal van waaruit ze te werk ging volledig overhoop gehaald. Joop S. werd vanaf dag één gezien als hoofdverdachte van de moordzaak. Doodslag kon niet worden bewezen verklaard; hij werd in eerste aanleg veroordeeld tot tien jaar gevangenisstraf met aftrek, wegens zware mishandeling de dood ten gevolge hebbend. In hoger beroep werd de zaak achter gesloten deuren behandeld. Het Hof sprak Joop S. vrij wegens gebrek aan bewijs.

## Gevolgen
De Wallenbewoners keerden zich in de periode rond de moord volledig tegen Joop. Niet alleen op het bureau, maar ook later in de rechtszaal toen hij terechtstond voor de moord op zijn vrouw. De moord was voor de meeste bewoners van de buurt een gelegenheid om hun verhaal te doen over de gang van zaken in de bekende rosse buurt van Amsterdam. Voor het eerst kregen de inwoners van Nederland te zien hoe het er op de Wallen echt aan toeging. Joop S. werd in hoger beroep vrijgesproken, maar de maatschappelijke kritiek en verontwaardiging over de gang van zaken in de buurt was een van de voornaamste oorzaken van de eerste grote schoonveegactie in de buurt.
Een woordvoerder van de politie verklaarde dat dit misdrijf een geheim van de onderwereld blijft.